# Johannes Feldthausen
Johannes Feldthausen (* 3. September 1621 in Lübeck; † 10. April 1671 ebenda) war ein deutscher Jurist und Ratssekretär der Hansestadt Lübeck.

## Leben
Johannes Feldthausen war Sohn des Lübecker Ratssekretärs Johann Feldhusen, der später auch Lübecker Ratsherr wurde. Feldthausen immatrikulierte sich 1637 zum Studium der Rechtswissenschaften an der Universität Rostock. Nach dem Tod seines Schwagers, des Ratssekretärs Hinrich Balemann wurde er von 1657 bis zu seinem Tod Ratssekretär in Lübeck.
Er war mit einer Tochter des Ratsherrn und späteren Bürgermeisters Johann Marquard verheiratet.